# Trưng (họ)
Trưng là một họ thời xưa của Việt Nam. Có thể đây là một cách gọi khác của họ Trương.

## Người họ Trưng người Việt Nam
- Trưng Nữ Vương Trưng Trắc, vị nữ hoàng đầu tiên của Việt Nam
- Trưng Nhị, em Trưng Trắc.

Tuy nhiên, có những nhà sử học cho rằng, từ thời Hùng Vương đến thời đầu công nguyên Việt Nam chưa có phong tục đặt họ, thế nên Trưng không thể là họ của Hai Bà Trưng được, cũng theo họ, ở Việt Nam không có họ Trưng.